# نوریکو آنو
نوریکو آنو (阿武 教子؛ زادهٔ ۲۳ مه ۱۹۷۶) جودوکار اهل ژاپن است.
وی در مسابقات کشوری و بین‌المللی در مجموع برندهٔ ۷ مدال طلا شده‌است.